# Mojibake

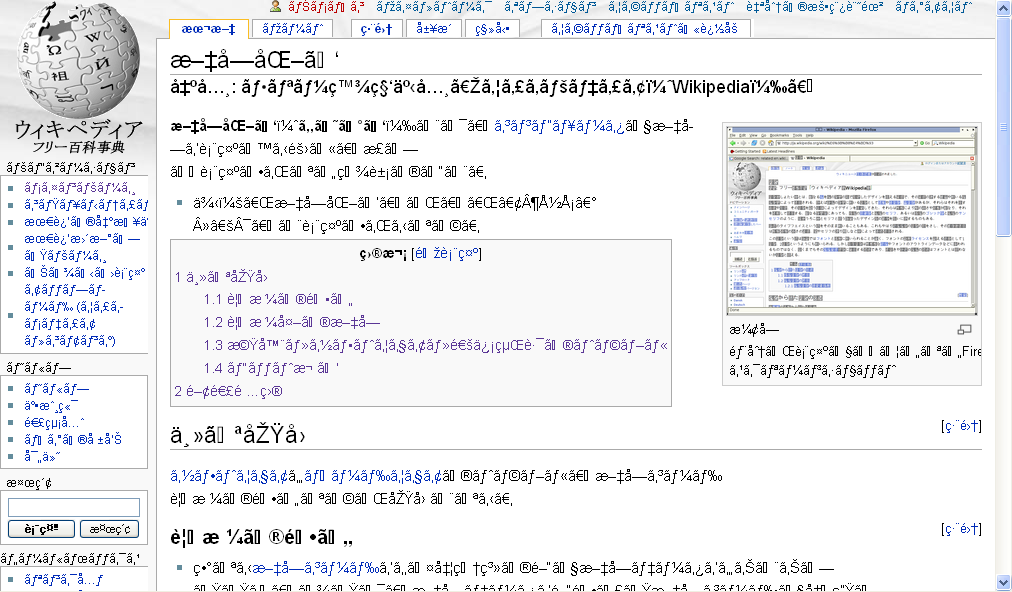
Visualització de l'article «Mojibake» de la Viquipèdia en japonès utilitzant la codificació de Windows-1252.

Mojibake (文字化け [もじばけ], moji, 'caràcter' + bake, 'deformació'; pronunciat [moʤibake]) és un mot que prové del japonès i que es refereix als caràcters incorrectes o il·legibles que apareixen quan s'intenten visualitzar conjunts de caràcters internacionals mitjançant programari que no té la codificació de caràcters configurada adientment.